# Liste des monuments nationaux du Magdalena
Cet article liste les monuments nationaux du Magdalena, en Colombie. Au 25 septembre 2013, 33 monuments nationaux étaient recensés dans ce département, dont le parc national de la Sierra Nevada de Santa Marta qui s'étend également sur les départements de Cesar et de La Guajira.

## Listes

### Patrimoine matériel
| Code national | Monument                                                                        | Municipalité(s)             | Adresse                                                            | Coordonnées                         | Date | Illustration                            |
| ------------- | ------------------------------------------------------------------------------- | --------------------------- | ------------------------------------------------------------------ | ----------------------------------- | ---- | --------------------------------------- |
|               | Maison natale de Gabriel García Márquez                                         | Aracataca                   |                                                                    | à géolocaliser                      | 1996 | Maison natale de Gabriel García Márquez |
|               | Gare ferroviaire d'Aracataca                                                    | Aracataca                   | Voie ferrée de Santa Marta. Ligne Santa Marta - Fundación, km 881. | à géolocaliser                      | 1996 | Gare ferroviaire d'Aracataca            |
|               | Centre historique de Ciénaga                                                    | Ciénaga                     |                                                                    | à géolocaliser                      | 1996 | Centre historique de Ciénaga            |
|               | Gare ferroviaire de Neerlandia                                                  | Ciénaga                     |                                                                    | à géolocaliser                      | 1996 | Image manquante Téléverser              |
|               | Gare ferroviaire de Ciénaga                                                     | Ciénaga                     |                                                                    | à géolocaliser                      | 1996 | Image manquante Téléverser              |
|               | Gare ferroviaire de Papares                                                     | Ciénaga                     |                                                                    | à géolocaliser                      | 1996 | Image manquante Téléverser              |
|               | Gare ferroviaire de Guamachito                                                  | Ciénaga                     | Corregimiento de Guamachito                                        | à géolocaliser                      | 1996 | Image manquante Téléverser              |
|               | Gare ferroviaire d'Orihueca                                                     | Ciénaga                     |                                                                    | à géolocaliser                      | 1996 | Image manquante Téléverser              |
|               | Gare ferroviaire de Riofrío                                                     | Ciénaga                     |                                                                    | à géolocaliser                      | 1996 | Image manquante Téléverser              |
|               | Gare ferroviaire de Sevilla                                                     | Ciénaga                     |                                                                    | 10° 46′ 00″ nord, 74° 10′ 00″ ouest | 1996 | Image manquante Téléverser              |
|               | Gare ferroviaire d'Algarrobo                                                    | Fundación                   |                                                                    | 10° 12′ nord, 74° 03′ ouest         | 1996 | Image manquante Téléverser              |
|               | Gare ferroviaire de Fundación                                                   | Fundación                   |                                                                    | à géolocaliser                      | 1996 | Image manquante Téléverser              |
|               | Gare ferroviaire de Lleras                                                      | Fundación                   |                                                                    | à géolocaliser                      | 1996 | Image manquante Téléverser              |
|               | Gare ferroviaire de San Sebastián de Buenavista                                 | San Sebastián de Buenavista |                                                                    | à géolocaliser                      | 1996 | Image manquante Téléverser              |
|               | Ancien hôpital San Juan de Dios                                                 | Santa Marta                 |                                                                    | à géolocaliser                      | 1999 | Image manquante Téléverser              |
|               | Maison de la douane (es)                                                        | Santa Marta                 |                                                                    | à géolocaliser                      | 1970 | Maison de la douane (es)                |
|               | Cloître de San Juan Nepomuceno                                                  | Santa Marta                 |                                                                    | à géolocaliser                      | 1996 | Image manquante Téléverser              |
|               | Edificio Sede del Instituto Técnico Industrial                                  | Santa Marta                 |                                                                    | à géolocaliser                      | 1993 | Image manquante Téléverser              |
|               | Edificio Sede del Liceo Celedón                                                 | Santa Marta                 |                                                                    | à géolocaliser                      | 1993 | Image manquante Téléverser              |
|               | Gare ferroviaire de Pozos Colorados                                             | Santa Marta                 |                                                                    | à géolocaliser                      | 1996 | Image manquante Téléverser              |
|               | Gare ferroviaire de Santa Marta                                                 | Santa Marta                 |                                                                    | à géolocaliser                      | 1996 | Image manquante Téléverser              |
|               | Fort de San Fernando                                                            | Santa Marta                 |                                                                    | à géolocaliser                      | 1989 | Image manquante Téléverser              |
|               | Fort El Morro                                                                   | Santa Marta                 |                                                                    | à géolocaliser                      | 1995 | Image manquante Téléverser              |
|               | Quinta de San Pedro Alejandrino                                                 | Santa Marta                 |                                                                    | 11° 13′ 41″ nord, 74° 10′ 45″ ouest | 1959 | Quinta de San Pedro Alejandrino         |
|               | Vieux quartier de Santa Marta                                                   | Santa Marta                 |                                                                    | à géolocaliser                      | 1959 | Image manquante Téléverser              |
|               | Théâtre Santa Marta                                                             | Santa Marta                 |                                                                    | à géolocaliser                      | 2006 | Image manquante Téléverser              |
|               | Gare ferroviaire de Bonda                                                       | Santa Marta                 |                                                                    | à géolocaliser                      | 1996 | Image manquante Téléverser              |
|               | Gare ferroviaire de Gaira                                                       | Santa Marta                 |                                                                    | à géolocaliser                      | 1996 | Image manquante Téléverser              |
|               | Chapelle de San Jerónimo                                                        | Santa Marta                 |                                                                    | à géolocaliser                      | 2004 | Image manquante Téléverser              |
|               | Église de San Francisco de Asís                                                 | Santa Marta                 |                                                                    | à géolocaliser                      | 1996 | Église de San Francisco de Asís         |
|               | Collection de biens matériels du temple paroissial de San Sebastián de Tenerife | Tenerife                    |                                                                    | à géolocaliser                      | 1995 | Image manquante Téléverser              |
|               | Temple paroissial de San Sebastián de Tenerife                                  | Tenerife                    | Place principale                                                   | à géolocaliser                      | 1995 | Image manquante Téléverser              |

### Patrimoine naturel
| Code national | Monument                                         | Municipalité(s) | Adresse | Coordonnées                         | Date | Illustration                                     |
| ------------- | ------------------------------------------------ | --- | ------- | ----------------------------------- | ---- | ------------------------------------------------ |
|               | Parc national de la Sierra Nevada de Santa Marta | S'étend sur 3 départements : - Santa Marta (MAG) - Ciénaga (MAG) - Aracataca (MAG) - Fundación (MAG) - Valledupar (CES) - Riohacha (LAG) - San Juan del Cesar (LAG) |         | 10° 52′ 00″ nord, 73° 43′ 00″ ouest | 1977 | Parc national de la Sierra Nevada de Santa Marta |